# Pronom personnel neutre en français contemporain
Les pronoms personnels neutres en français contemporain (ou néo-pronoms) sont des néologismes, ou des réactivations de formes archaïques ou régionales [réf. nécessaire], utilisés pour faire référence à une ou plusieurs personnes non binaires (ne se reconnaissant pas dans la classification binaire homme/femme), pour des personnes dont on ne connaît pas le genre ou pour un groupe mixte de personnes. À la troisième personne du singulier, ces pronoms sont notamment iel, ille, ael, ul, ol et al ; ils prennent tous un s au pluriel.

## Histoire
L'ancien français comportait un genre grammatical neutre tel que les formes el et al, employées principalement dans l'Ouest[Où ?], jusqu'au XIIe siècle,.
En 1894 dans un article intitulé Le Pronom neutre de la 3e personne en français, Gaston Paris note qu'en 1205 André de Coutances utilise le pronom aol de façon neutre.

## Termes neutres
Les personnes non binaires peuvent utiliser des néologismes (« néopronoms », pronoms non genrés, réactivations) pour se présenter. Elles peuvent aussi alterner entre plusieurs pronoms classiques : il s'agit d'un choix qui varie selon chaque personne non binaire.
|                                  | Masculin  | Féminin      | Formes non binaires |
| -------------------------------- | --------- | ------------ | --- |
| Pronom personnel singulier sujet | il        | elle         | iel, yel, ielle, ael, æl, aël, ol, olle, ille, ul, ulle, al, i, imem, el,, elli, yol, , lo, lea, le.a, le-a, la-e, læ, ly, l' |
| Pronoms toniques                 | lui / eux | elle / elles | ill[réf. nécessaire] ellui, elleux,, euxes, euxi.e                                                                            |

accord avec néopronoms
| Catégorie             | Français genré                 | Approche modulaire (termes apparemment les plus communs au Québec) | Système proposé  |
| --------------------- | ------------------------------ | ------------------------------------------------------------------ | ---------------- |
| Pronoms personnels    | elle, il, lui, elles, ils, eux | iel, iels, ille, illes, ellui, elleux                              | al, lu, als, auz |
| Pronoms démonstratifs | celle, celui, celles, ceux     | cellui, celleux, ceuzes                                            | céal, çauz       |
| Pronoms totalisants   | toute, tout, toutes, tous      | tout·e, tou·te·s, touz                                             | touxe, touze     |

### Pronoms
Certains pronoms sont déjà utilisés dans la communauté LGBTQ francophone, tandis que d'autres sont créés par les personnes elles-mêmes : ainsi, plusieurs pronoms ont été inventés pour pallier l'absence de pronom neutre en français. Le pronom « iel », (aussi écrit « yel » ou « ielle ») est le plus utilisé selon une enquête menée en 2017 par le blog La vie en Queer sur la base de 286 réponses. Il existe cependant d'autres néo-pronoms, comme « ille », « ul », « ol », « ael », « æl », « al », ou « ele », et la forme tonique « ellui ». 
Les pronoms totalisants comme « toustes », « touz », et « tou-te-s » sont utilisés à la place de « tous » ou « toutes ».

#### Iel
Le pronom iel est de loin le plus utilisé et généralement présenté comme faisant consensus. Forme condensée de il et elle, il permet de traduire le they singulier anglais.
Il est mentionné en 2013 dans la revue Langue et Cité et est introduit dans le Wiktionnaire en français en avril 2015, qui date son émergence de 2013, et qui illustre son emploi par une citation du roman Les Furtifs d’Alain Damasio (La Volte, 2019). En 2017, le linguiste Alain Rey, rédacteur en chef des publications des Dictionnaires Le Robert jusqu'à sa mort en 2020, considérait ce pronom comme une « invention bizarroïde » dont l'inclusion forcée serait « vouée à l’échec ». Ce pronom entre pourtant en octobre 2021 dans l'édition en ligne du dictionnaire Le Robert « pour évoquer une personne quel que soit son genre » ; il y est qualifié de « rare » et le pluriel iels et la forme alternative ielle (au pluriel ielles) sont aussi mentionnés,,. Cet ajout, applaudi par les communautés LGBTQIA+,,,, suscite néanmoins une controverse, soutenue principalement par des conservateurs et antiféministes, qui porte en réalité sur ce que ces groupes appellent l'« idéologie woke »,,,,. Jean-Michel Blanquer, alors ministre de l'Éducation nationale, déclare : « On ne doit pas triturer la langue française quelles que soient les causes. […] Les modifications inopinées de la langue française, ce n’est bon à aucun titre ». L'Office québécois de la langue française n'en recommande pas l'usage. Selon Nadine Vincent, membre du comité de rédaction du dictionnaire Usito, ce pronom n'est pas encore « prêt à [y] rentrer ». Le linguiste Bernard Cerquiglini, conseiller scientifique du Petit Larousse, est du même avis, estimant qu'on ne rencontre le terme que dans les textes militants et qu'il n'est pas attesté dans la langue courante. Pour le Nouvel Observateur, qui se fonde sur les écrits de Jacques Derrida selon lequel « la déconstruction, entre autres mouvements, se doit de renverser, d’inverser les hiérarchies », le mot « iel » qui commence par « i », masculin, qui précède le « e » initial de « elle », place le féminin au deuxième rang. Malgré la controverse, le pronom rentre dans l’édition papier 2023 du Petit Robert, publiée en mai 2022, où il est renseigné comme « rare ».

#### Ille
Le pronom ille — variation du pronom masculin employé en ancien et moyen français pour désigner des femmes, — est réactivé par Hélène Cixous (Partie (1974), Le Rire de la Méduse (1975), Le sexe ou la tête (1976)). Il est utilisé dans la traduction française de l'Énigme de l'Univers  de Greg Egan traduit par Bernard Sigaud (1997) pour désigner les humains asexes. Selon Télérama, Thierry Hoquet l'a créé en 2011 (Cyborg Philosophie). Il est utilisé notamment par Florence Ashley.

#### Al
Le pronom neutre al est une réactivation proposée par Alpheratz avec le « système al » (accords neutres « an, aine, aire, al, x, z »),. Ce pronom — une variation dialectale du neutre el — présent en ancien et moyen français à l'Ouest, attesté dans une moindre mesure à l'Est, au Nord et au Sud-Ouest de la France pouvait être un pronom indéfini signifiant  « autre », une locution pronominale indéfinie signifiant « autre chose », ou un pronom personnel sujet remplaçant il  ou elle ; il réapparaît dans le parler parisien au XIXe siècle,.

### Accords
Les accords associés dépendent des personnes : accords féminins, accords masculins ou double flexion abrégée pour laquelle n'existe pas de consensus (ex: « iel est content·e », « ille est content'e », « aël est content-e »), ou bien encore accords alternés. Des suffixes de neutre tels que « x » ou « æ » ont été proposés, ainsi qu'un système d'accords neutres — « an, aine, aire, al, x, z » —  le « système al » d'Alpheratz, encore expérimental,,,. Certaines personnes préfèrent être genrées au masculin ou au féminin, avec un pronom de leur choix.

## Réceptions

### Santé mentale
Mégenrer les personnes non binaires est susceptible de contribuer à leur anxiété ou dépression,,,,,,,,,,. Et il a été prouvé à de nombreuses reprises qu'employer les pronoms et accords qu'elles demandent est une condition nécessaire à leur bonne santé mentale,.

### Droit
Le droit québécois protège en principe les personnes trans et non binaires via la Charte québécoise depuis 2016. Ces dispositions contiennent une clause de respect  de l'identité de genre et l'orientation sexuelle, et peuvent suggérer l'obligation de respecter les pronoms et accords neutres demandés par une personne. Ces dispositions sont toutefois peu mises en œuvre de par l'inaccessibilité des tribunaux. L'approche de la mise en place de politiques institutionnelles semble plus efficace pour l'application de la loi,.

### Usage et recommandations

#### Usage
L'usage des néologismes non binaires est rare en 2020 dans les discours dominants et se retrouve dans les milieux trans, non binaires et queers. En français, le langage est fortement genré au masculin ou au féminin, ce qui complique l’adoption d’un pronom neutre : les accords grammaticaux restent un problème,. L'emploi des néopronoms fait l'objet de critiques et parfois de moqueries.

#### Recommandations
Au Québec, l'Office québécois de la langue française évoque, en matière de rédaction non binaire, le recours à la formulation neutre, c'est-à-dire « l’ensemble des procédés de rédaction qui privilégient les termes ou les tournures qui ne comportent pas de marques de genre relatives à des personnes ». En revanche, il « ne conseille pas le recours aux néologismes comme le pronom de troisième personne iel », considérant que ces néologismes « restent propres aux communautés de la diversité de genre »,. 
L'emploi des néopronoms n'est pas « théorisé et intégré dans les instances de contrôle de la langue française (dictionnaire, normes linguistiques universitaires, Académie française) ».